# Pedro Souto
Pedro Souto (Lomas de Zamora, 5 de mayo de 2000) es un futbolista argentino, defensor, lateral izquierdo del Club Sportivo Independiente Rivadavia, a préstamo desde el Club Atlético  Temperley.

## Trayectoria
Se formó en las inferiores del Club Atlético Temperley, con quien debutó el 21 de agosto de 2021 en el partido de Primera B Nacional empatado 1-1 ante Tigre.   
El 21 de octubre firmó su primer contrato profesional  y el 12 de febrero de 2022 marcó su primer gol en la derrota por 2-1 ante San Martín (Tucumán). 
El 1 de enero de 2023 se marchó a préstamo, cedido con opción a Banfield.   y el 13 de marzo debutó en Primera División en la victoria por 1-0 ante Boca Juniors.  Al final del año no fue adquirido y regresó a Temperley. 
El 13 de enero de 2025 fue cedido a Independiente Rivadavia de Mendoza.  Debutó en el equipo ante Argentinos Juniors el 24 de febrero de 2025 en el empate sin goles en condición de visitante.

## Estadísticas
Actualizado al último partido disputado el 15 de marzo de 2025.
| Temperley Argentina | 2.ª           | 2021          | 13 | 0 | 1 | 0 | 0 | 0 | 14 | 0 |
| Temperley Argentina | 2.ª           | 2022          | 28 | 2 | 0 | 0 | 0 | 0 | 28 | 2 |
| Temperley Argentina | 2.ª           | 2024          | 33 | 1 | 4 | 0 | 0 | 0 | 37 | 1 |
| Temperley Argentina | Total club    | Total club    | 74 | 3 | 5 | 0 | 0 | 0 | 79 | 3 |
| Banfield Argentina | 1.ª           | 2023          | 8  | 0 | 1 | 0 | 0 | 0 | 9  | 0 |
| Banfield Argentina | Total club    | Total club    | 8  | 0 | 1 | 0 | 0 | 0 | 9  | 0 |
| Independiente Rivadavia Argentina | 1.ª           | 2025          | 3  | 0 | 0 | 0 | 0 | 0 | 3  | 0 |
| Independiente Rivadavia Argentina | Total club    | Total club    | 3  | 0 | 0 | 0 | 0 | 0 | 3  | 0 |
| Total carrera | Total carrera | Total carrera | 85 | 3 | 6 | 0 | 0 | 0 | 94 | 3 |
| (1) La copa nacional se refiere a la Copa Argentina y Copa de la Liga Profesional. (2) La copa internacional se refiere a la Copa Sudamericana y Copa Libertadores. |               |               |    |   |   |   |   |   |    |   |